# Fred Offenhauser
Frederick "Fred" H. Offenhauser, Jr. (Los Angeles, 11 de novembro de 1888 – Los Angeles, 17 de agosto de 1973), foi um engenheiro e mecânico americano que desenvolveu o motor de corrida Offenhauser, apelidado localmente de "Offy", que deteve a supremacia com várias vitórias nas 500 Milhas de Indianápolis por décadas.

## Carreira
Nascido em Los Angeles, Califórnia, Offenhauser começou a trabalhar na loja de Harry Arminius Miller em 1913 aos 25 anos, quando construiu o carro com quatro válvulas por cilindro, o Peugeot Grand Prix, um projeto de motor que seria contemporâneo, mesmo hoje, ganhou as 500 Milhas de Indianápolis. Miller nomeou Offenhauser como chefe do departamento de motores de  Harry Miller, que era engenheiro em 1914. Bob Burman estava trabalhando no motor naquele ano, mas houve um hiato na realização das 500 Milhas de Indianápolis que tornou impossível conseguir peças, mas a loja de Miller conseguiu o trabalho de mantê-la. O projeto impressionou Miller e Offenhauser de forma que eles projetaram um motor em princípios em grande parte semelhante.
Em 1917, Offenhauser trabalhou em carros famosos para Barney Oldfield.
Em 1919, Leo Goossen juntou-se a loja de Harry Miller e Offenhauser tornou-se gerente. Posteriormente, Fred Offenhauser comprou os equipamentos de Miller, e começou a desenvolver o motor com Goossen..
O motor experimentou grande sucesso nas 500 Milhas de Indianápolis, com 24 vitórias em 27 anos. O próprio Offenhauser não foi visto frequentemente em Indianápolis. Um dos fatores apontados para o sucesso do motor Offenhauser e popularidade foi a sua potência naquela época. Um motor com 4128,29 cm³, DOHC de quatro cilindros de corrida, que poderia produzir 420 cv e 6.600 rpm.
Em 1934, Offenhauser construiu seu primeiro motor de 2,47 L para o carro estilo midget car que competia. O carro ganhou sua primeira corrida no carro de Curly Mills.
Posteriormente, Offenhauser vendeu o negócio em 1946 para Louis Meyer(que seria três vezes vencedor das 500 Milhas de Indianápolis) e Dale Drake. Meyer e Drake continuaram a produzir o motor usando o nome Offenhauser.
Faleceu em 1973, em Los Angeles, Califórnia.

## Honrarias
- International Motorsports Hall of Fame
- National Sprint Car Hall of Fame
- Motorsports Hall of Fame of America em 2002.
- National Midget Auto Racing Hall of Fame em 1999.[4]